# Stanisław Szamowski
Stanisław Szamowski herbu Prus I (ur. ok. 1480, zm. ok. 1536 roku) – kasztelan konarski łęczycki w latach 1513–1530, podstarości łęczycki w latach 1513–1520.

## Życiorys
W 1513 roku objął kasztelanie konarsko łęczycką i podstarostwo łęczyckie po swym ojcu Janie. Stanisław był asesorem w Łęczycy 19 marca 1519 roku. Poseł na sejm piotrkowski 1524/1525 roku z województwa łęczyckiego.
W 1527 roku Stanisław został pozwany z urzędu przez starostę łęczyckiego Mikołaja Russockiego. Dziedzice miast Sempelbork i Bratoszewic h. Sulima oskarżyli go o porwanie nieletniej Małgorzaty z Goślubia, córki Jana Goślubskiego. Przypuszcza się, że Stanisław Szamowski chciał ożenić Małgorzatę, z którymś ze swoich synów. Oczywiście wiązałoby się to z pewnymi określonymi profitami w postaci wejścia w część przysługujących jej dóbr i czerpaniem z tego korzyści finansowych, z czego zapewne chciał skorzystać Szamowski.
Z kolei w 1545 roku Anna Szamowska, wówczas wdowa po Stanisławie, procesowała się z Feliksem Borzewickim, który najechał konno na jej dobra we Włoskowie. Ponadto wspomniany Feliks został pozwany o przepędzenie 16 koni znajdujących się w dobrach Anny. Do kulminacji konfliktu miało dopiero dojść, bowiem z ponownego pozwu Anny wynika, że jej oponent wraz ze 100 kompanami najechał ponownie na jej dobra we Włoskowie i zajął jej zagony rolne.